# شیرمرغ پرگل
شیرمرغ پرگل (نام علمی: Ornithogalum pyrenaicum) نام یک گونه از سرده شیرمرغ است.